# Parotis ogasawarensis
Parotis ogasawarensis là một loài bướm đêm trong họ Crambidae.